# Bugry (rejon fatieżski)
Bugry (ros. Бугры) – wieś (ros. деревня, trb. dieriewnia) w zachodniej Rosji, w sielsowiecie mileninskim rejonu fatieżskiego w obwodzie kurskim.

## Geografia
Miejscowość położona jest nad Usożą (lewy dopływ Swapy w dorzeczu Sejmu), 1 km od centrum administracyjnego sielsowietu (Milenino), 3 km na wschód od centrum administracyjnego rejonu (Fatież), 43 km na północny zachód od Kurska, 4 km od drogi magistralnej (federalnego znaczenia) M2 «Krym» (część trasy europejskiej E105).
We wsi znajduje się 76 posesji.
Klimat
Miejscowość, jak i cały rejon, znajduje się w strefie klimatu kontynentalnego z łagodnym ciepłym latem i równomiernie rozłożonymi opadami rocznymi (Dfb w klasyfikacji klimatów Köppena).

## Demografia
W 2010 r. wieś zamieszkiwały 173 osoby.